# Pro Wrestling Guerrilla
Pro Wrestling Guerrilla (PWG) — американский рестлинг-промоушен, базирующийся в Южной Калифорнии. Его владельцами и управляющими являются сами рестлеры. Компанию создали Диско Машина, Экскалибур, Скотт Лост, Джоуи Райан, Супер Дракон и Топ Ган Талвар. С тех пор Диско, Талвар и Лост закончили карьеру и покинули компанию. С 2007 года главным комментатором был Экскалибур, а другими комментаторами — разные рестлеры.
Промоушен дебютировал 26 июля 2003 года и известен своим уникальным сочетанием комедии и рестлинга, а также провакационными пресс-релизами и названиями шоу, такими как «Вход свободный (шутка)», «Сразу на DVD» и «Из хорошо известных мест». В 2016 году Дэйв Мельтцер из Wrestling Observer Newsletter назвал PWG «лучшим рестлингом в Северной Америке».
Pro Wrestling Guerrilla обычно проводит шоу каждый месяц, которые затем обычно продаются на DVD и Blu-ray. Флагманское событие промоушена — Battle of Los Angeles — проводится ежегодно в августе-сентябре. За время существования турнира в нем приняли участие многие известные рестлеры: Адам Коул, Эй Джей Стайлз, Остин Эйрис, Брайан Кейдж, Брайан Дэниелсон, Кэндис Ле Рей, Крис Хиро, Кристофер Дэниелс, Клаудио Кастаньоли, Кольт Кабана, Дрю Гэллоуэй, Эль Дженерико, Джонни Гаргано, Джефф Кобб, Кенни Омега, Кевин Стин, Кайл О’Райли, Пентагон-младший, Рей Феникс, Рикошет, Родерик Стронг, Томмасо Чиампа, Тайлер Блэк, Уилл Оспрей, «Янг Бакс» и Зак Сейбр-младший.
Совладельцы Экскалибур и Супер Дракон отвечают за все закулисные детали: Экскалибур — графический дизайнер и создает обложки для веб-сайтов и DVD; Супер Дракон с 2010 года является единственным букером, а также редактирует шоу и пишет превью для YouTube.